# Zoltán Medvegy
Zoltán Medvegy (ur. 21 marca 1979) – węgierski szachista, arcymistrz od 2002 roku.

## Kariera szachowa
W roku 1996 zdobył w Paks tytuł wicemistrza Węgier juniorów do lat 18, rok później podzielił I miejsce (wspólnie z Ferencem Peredy) w Debreczynie, natomiast w 1998 dwukrotnie triumfował w turniejach First Saturday–IM w Budapeszcie. Kolejne sukcesy odniósł w roku 1999: podzielił w Hamburgu I lokatę (wspólnie z Adamem Huntem) w otwartych mistrzostwach Niemiec juniorów do lat 20 oraz zajął IV miejsce w rozegranych w Patras mistrzostwach Europy juniorów w tej samej kategorii wiekowej. W 2001 zwyciężył w otartym turnieju w Szombathely oraz w arcymistrzowskim First Saturday w Budapeszcie, wynik ten powtarzając (wspólnie z Levente Vajdą) rok później. W 2002 roku podzielił również I miejsce (wspólnie z Siergiejem Kriwoszejem) w Schwarzach. W 2005 zwyciężył w Balatonlelle, natomiast w 2007 i 2008 (wspólnie z Atillą Groszpeterem) – w Zalakaros.
Najwyższy ranking w dotychczasowej karierze osiągnął 1 stycznia 2013 r., z wynikiem 2572 punktów

## Życie prywatne
Jego starsza siostra, Nóra, również jest szachistką i posiada tytuł arcymistrzyni.